# Anemplocia meteora
Anemplocia meteora är en fjärilsart som beskrevs av Paul Dognin 1911. Anemplocia meteora ingår i släktet Anemplocia och familjen mätare. Inga underarter finns listade i Catalogue of Life.